# 佐久間修
佐久間 修（さくま おさむ、1954年9月18日 - ）は、日本の刑法学者。大阪大学名誉教授。法学修士（名古屋大学、1979年）。愛知県出身。二元的行為無価値論に立つ。新しい犯罪現象に対する刑事規制の限界と今後の可能性を主な研究テーマとする。
日本刑法学会理事。司法試験第二次試験（2000 - 2006年度）・新司法試験考査委員を歴任。1995年に阪神・淡路大震災で被災したのち、京都市から名古屋市に転居し、名古屋から大阪大学に通勤していたが、2017年、家庭の事情などから大阪大学を退職し名古屋学院大学教授に就任。

## 略歴
- 1977年 名古屋大学法学部法律学科卒業
- 1979年 名古屋大学大学院法学研究科刑法学専攻博士課程（前期）修了
- 1979年 名古屋大学法学部助手
- 1985年 京都産業大学法学部専任講師
- 1987年 京都産業大学法学部助教授
- 1994年 大阪大学法学部助教授
- 1999年 大阪大学大学院法学研究科法学・政治学専攻教授
- 2004年 大阪大学大学院高等司法研究科教授
- 2017年 名古屋学院大学教授

この間税務大学校名古屋研修所等でも教える。

## 著書
- 『刑法における事実の錯誤』（成文堂、1987年）
- 『刑法における無形的財産の保護 企業秘密、コンピュータ・データを中心として』（成文堂、1991年）
- 『刑法における無形的財産の保護』（成文堂、1991年）
- 『最先端法領域の刑事規制 医療・経済・IT社会と刑法』（現代法律出版、2003年）
- 『いちばんやさしい刑事法入門』（有斐閣アルマ、2003年 共編著）
- 『刑法各論』（成文堂、2006年）
- 『刑法総論』（成文堂、2009年）
- 『刑法基本講義 総論・各論』（橋本正博,上嶌一高と共著、有斐閣、2009年）